# Cyrtopholis agilis
Espèce
Cyrtopholis agilis est une espèce d'araignées mygalomorphes de la famille des Theraphosidae.

## Distribution
Cette espèce est endémique d'Hispaniola.

## Description
Le mâle holotype mesure 18 mm et celui étudié par Bryant en 1948, 23,0 mm.

## Publication originale
- Pocock, 1903 : On some genera and species of South American Aviculariidae. Annals and Magazine of Natural History, sér. 7, vol. 11, p. 81-115 (texte intégral).